# Joachim Buchholz
Ludwig Joachim Buchholz, auch Bucholz,  (* 30. November 1608 in Brandenburg, Mittelmark; † 20. August 1663 in Eilenburg) war ein deutscher evangelischer Theologe.

## Leben
Buchholz wurde als Sohn des Tuchmachers Joachim Bucholz und dessen Frau Anne, geb. Andreasin, in Brandenburg an der Havel geboren. Er besuchte das Gymnasium in Berlin und studierte im Anschluss an den Universitäten Leipzig und Wittenberg. Seit 1644 war er als Pastor Substitut des Eilenburger Superintendenten und Oberpfarrers an Sankt Nikolai Friedrich Leyser. Nach Leysers Tod 1645 wurde er dessen ordentlicher Nachfolger. Buchholz’ Amtszeit war geprägt von den Verheerungen des Dreißigjährigen Krieges. Unter ihm erfolgte der Wiederaufbau des zerstörten Pfarrdorfs Kültzschau. Die verwüsteten Kirchen der Ephorie wurden wiederhergestellt und die geflohenen Pfarrer in ihre Ämter wiedereingesetzt. Außerdem verhalf er der Eilenburger Kantorei-Gesellschaft und der Witwenkasse zu neuem Leben.
Buchholz entstammte der gleichen Familie wie Georg Buchholz. Er heiratete 1646 die Tochter seines Amtsvorgängers, Elisabeth Leyser. Die Hochzeitspredigt hielt Martin Rinckart. Das Paar hatte sechs Kinder. Eine Generation später erlosch die Familienlinie, nachdem sein Enkel „als letzter seines Stammes eines ehrlosen Todes“ starb. Buchholz starb 1663 im Alter von 54 Jahren. Seine Leichenpredigt, die auch im Druck erschien, hielt der Leipziger Nikolaipfarrer Samuel Lange.

## Werke
- Disputatio Exegetica In Caput Quintum Evang. Johan. / Praeside Dn. Wilhelmo Lysero, D. & PP. placidae ventilationi exhibita a Joachimo Buchholtz/ Brandenburgensi, Ad diem V. Octobris, loco & horis consuetis, Disputation mit Wilhelm Leyser, theologische Dissertation, Johann Röhner, Wittenberg 1644 (Digitalisat)
- Exetasis elegtikē Abominationis Pontificiae, in Articulo de S. Domini Coena sacrilegam kylikoklepsian committentis / Quam Solennis disputationis loco in Illustrissima Wittebergensi Academia … Sub Praesidio Jacobi Martini, S.S. Theol. Doctoris & Professoris Publici … Pro Doctoratu In Theologia consequendo, defendet Joachimus Buchholtz Brandenb. Pastor & Superintend. Ilenburg. Ad diem 16. Octob. …, Disputation mit Jakob Martini, theologische Dissertation, Johann Röhner, Wittenberg 1645 (Digitalisat)
- Gnaden-Lohn/ Von dem Obersten FeldHerrn CHristo JEsu/ Seinen beständig-getreuen Kämpffern/ Apocal: 2. 1.0. versprochen : Bey ansehnlichem und Volckreichem Leichen-Begängnüß Der weyland Erbaren/ Viel-Tugendsamen und Ehrenreichen Frauen Magdalenen/ Des Ehrenvesten/ Vor-Achtbarn und Wohlgelahrten Herrn Johann Fischers/ Churfürstl. Durchl. zu Sachsen wohlverordneten Ambt-Schössers zu Eylenburgk/ Hertz-vielgeliebten Hauß-Ehre/ Welche den 4. Junii/ 2. Viertel auff 6. Uhr Abends/ dieses jetzt lauffenden 1648sten Jahres/ sanfft und selig von dieser Welt abgeschieden/ und den 9. dieses/ Christlichen Gebrauch nach/ zur Erden bestattet worden/ Erkläret/ und auff Begehren zum Druck auffgesetzt / Von Joachimo Buchholtzen/ der heiligen Schrifft Licent: Past: und Superintend:, Bergen, Dresden 1648 (Digitalisat)
- Geist-Eifferige Sterbens-Lust. Des Ehrwürdigen/ Vorachtbaren und Wolgelahrten Hn. M. Pauli Werenbergers/ weiland wolverordneten und treufleißigen Diaconi der Kirchen zu Eylenburg : Am Tage seiner Beerdigung war der 14. Augusti des abgewichnen 1656ten Jahres bey ansehnlicher und Volckreicher Versammlung nach Anleitung der Wort Pauli Phil. 1. 23. erkläret/ ausgeführet und auff Begehren zum Druck auffgesetzet / von L. Joachimo Buchholtzen Pastore und Superintend. daselbst, Ritzsch, Leipzig 1656 (Digitalisat)